# Chiesa di San Biagio (Cantagallo)
La chiesa di San Biagio si trova nel comune di Cantagallo, in provincia di Prato.
Documentata dal 1224, la chiesa era di patronato dell'abbazia di Vaiano, e svolse nel medioevo un ruolo importante nella piccola comunità montana quale luogo di fede, ma anche come sede delle assemblee del comune.
L'interno è ad aula unica, con soffitto a capriate; dietro all'altar maggiore è posta un'interessante tela degli inizi del XVII secolo, di cultura tardomanieristica, che si ispira al Butteri.
Adiacente alla chiesa, l'oratorio della Compagnia conserva un modesto dipinto del primo Seicento, venerato con il titolo di Madonna della neve, dell'ambito di Alessio Gimignani.

## Altre immagini

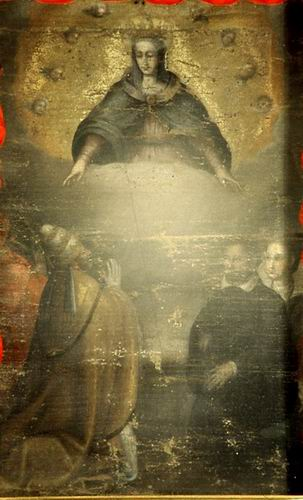
Madonna della neve
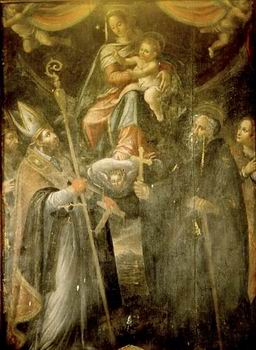
Tela tardo manierista